# Саковичі
Саковичі — русько-литовські боярські та шляхетські роди.

## гербу Корвін

варіант гербу Корвін

### Представники
- Адам Матвій — підкоморій, староста ошмянський, смоленський воєвода, зять мінського каштеляна Петра Тишкевича[1][2]
- Касіян — архимандрит дубенський,
- Іван — скарбник вітебський
- Казимир — підкоморій вітебський, посол сейму 1724

## гербу Помян

варіант гербу Помян

### Представники
- Сак, прийняв герб на Городельській унії
  - Андрій — смоленський і полоцький намісник, троцький воєвода
    - Богдан — троцький воєвода[3]
      - Єлизавета[4] — дружина князя Миколи Радзивілла